# Davide Carli
Davide Carli (* 19. März 1983 in San Donà di Piave, Provinz Venedig, Italien) ist ein ehemaliger italienischer Volleyballtrainer und -spieler.

## Karriere
Carli begann im Alter von zehn Jahren mit dem Volleyballspielen. Während seiner aktiven Zeit war er auf der Position des Zuspielers aktiv, spielte jedoch nicht in der höchsten italienischen Spielklasse.
Die Trainerlaufbahn Carlis begann 2009 in Italien bei Pordenone. 2011 war er bei Junior Volley Casale Monferrato aktiv.
Für die Saison 2011/12 verhalf Alberto Salomoni Carli zu seinem ersten Auslandsengagement als Co-Trainer beim SC Potsdam. Nach einer Saison wechselte Carli zum deutschen Meister und Pokalsieger Schweriner SC und agierte dort in seiner ersten Saison als Co-Trainer unter Teun Buijs. In der Saison 2012/13 konnten die Schwerinerinnen erneut beide nationalen Wettbewerbe gewinnen und erreichten in der Champions League die Play-offs. Auch in der Saison 2013/14 blieb Carli unter dem neuen Chef-Trainer Felix Koslowski Co-Trainer in Schwerin. Er war beim Schweriner SC auch Trainer im Nachwuchsbereich.
2016 wechselte Carli als Cheftrainer zurück zum SC Potsdam, wo er bis Dezember 2018 tätig war. Mit dem Engagement in Potsdam endete Carlis Trainer-Laufbahn. Er ist als Busfahrer in Schwerin tätig (Stand: 2019).